# Shuidao (köpinghuvudort i Kina, Shandong Sheng, lat 37,17, long 121,58)
Shuidao (kinesiska: 水道, 水道镇) är en köpinghuvudort i Kina. Den ligger i provinsen Shandong, i den östra delen av landet, omkring 410 kilometer öster om provinshuvudstaden Jinan. Antalet invånare är 29 664. Befolkningen består av 14 115 kvinnor och 15 549 män. Barn under 15 år utgör 7,0 %, vuxna 15-64 år 75 %, och äldre över 65 år 16,0 %.
Runt Shuidao är det tätbefolkat, med 276 invånare per kvadratkilometer. Närmaste större samhälle är Gaoling, 14,5 km norr om Shuidao. Trakten runt Shuidao består till största delen av jordbruksmark.
Genomsnittlig årsnederbörd är 743 millimeter. Den regnigaste månaden är juli, med i genomsnitt 227 mm nederbörd, och den torraste är januari, med 13 mm nederbörd.